# Moljci
Moljci, su kukci koji čine najveći dio reda Lepidoptera. Od 125 poznatih porodica leptira, 118 porodica čine moljci, ukupno oko 135.700 opisanih vrsta, a ostalih sedam su leptiri, za koje se koristi naziv Rhopalocera.
Naziv Heterocera ne koriste se u modernoj klasifikaciji Lepidoptera, ali se naziv se može koristiti za označavanje svih moljaca, a Rhopalocera za sve leptire

## Porodice
- Acanthopteroctetoidea
  - Familia Acanthopteroctetidae
- Agathiphagoidea
  - Familia Agathiphagidae
- Alucitoidea
  - Familia Alucitidae
  - Familia Tineodidae
- Bombycoidea
  - Familia Bombycidae
  - Familia Brahmaeidae
  - Familia Carthaeidae
  - Familia Endromidae
  - Familia Eupterotidae
  - Familia Lemoniidae
  - Familia Mirinidae
  - Familia Saturniidae
  - Familia Sphingidae
- Calliduloidea
  - Familia Callidulidae
- Choreutoidea
  - Familia Choreutidae
- Copromorphoidea
  - Familia Carposinidae
  - Familia Copromorphidae
- Cossoidea
  - Familia Cossidae
  - Familia Dudgeoneidae
- Drepanoidea
  - Familia Drepanidae
  - Familia Epicopeiidae
- Epermenioidea
  - Familia Epermeniidae
- Eriocranioidea
  - Familia Eriocraniidae
- Galacticoidea
  - Galacticidae
- Gelechioidea
  - Familia Agonoxenidae
  - Familia Batrachedridae
  - Familia Blastobasidae
  - Familia Coleophoridae
  - Familia Cosmopterigidae
  - Familia Elachistidae
  - Familia Ethmiidae
  - Familia Gelechiidae
  - Familia Holcopogonidae
  - Familia Lecithoceridae
  - Familia Metachandidae
  - Familia Momphidae
  - Familia Oecophoridae
  - Familia Pterolonchidae
  - Familia Scythrididae
  - Familia Symmocidae
- Geometroidea
  - Familia Geometridae
  - Familia Sematuridae
  - Familia Uraniidae
- Gracillarioidea
  - Familia Bucculatricidae
  - Familia Douglasiidae
  - Familia Gracillariidae
  - Familia Roeslerstammiidae
- Hepialoidea
  - Familia Anomosetidae
  - Familia Hepialidae
  - Familia Neotheoridae
  - Familia Palaeosetidae
  - Familia Prototheoridae
- Heterobathmioidea
  - Familia Heterobathmiidae
- Hyblaeoidea
  - Familia Hyblaeidae
- Immoidea
  - Familia Immidae
- Incurvarioidea
  - Familia Adelidae
  - Familia Cecidosidae
  - Familia Crinopterygidae
  - Familia Heliozelidae
  - Familia Incurvariidae
  - Familia Prodoxidae
- Lasiocampoidea
  - Familia Anthelidae
  - Familia Lasiocampidae
- Lophocoronoidea
  - Familia Lophocoronidae
- Micropterigoidea
  - Familia Micropterigidae
- Mimallonoidea
  - Familia Mimallonidae
- Mnesarchaeoidea
  - Familia Mnesarchaeidae
- Neopseustoidea
  - Familia Neopseustidae
- Nepticuloidea
  - Familia Nepticulidae
  - Familia Opostegidae
- Noctuoidea
  - Familia Arctiidae
  - Familia Doidae
  - Familia Lymantriidae
  - Familia Noctuidae
  - Familia Nolidae
  - Familia Notodontidae
  - Familia Oenosandridae
  - Familia Pantheidae
- Palaephatoidea
  - Familia Palaephatidae
- Pterophoroidea
  - Familia Macropiratidae
  - Familia Pterophoridae
- Pyraloidea
  - Familia Crambidae
  - Familia Pyralidae
- Schreckensteinioidea
  - Familia Schreckensteiniidae
- Sesioidea
  - Familia Brachodidae
  - Familia Castniidae
  - Familia Sesiidae
- Simaethistoidea
  - Familia Simaethistidae
- Thyridoidea
  - Familia Thyrididae
- Tineoidea
  - Familia Acrolophidae
  - Familia Arrhenophanidae
  - Familia Eriocottidae
  - Familia Psychidae
  - Familia Tineidae
- Tischerioidea
  - Familia Tischeriidae
- Tortricoidea
  - Familia Tortricidae
- Urodoidea
  - Familia Urodidae
- Whalleyanoidea
  - Familia Whalleyanidae
- Yponomeutoidea
  - Familia Acrolepiidae
  - Familia Bedelliidae
  - Familia Glyphipterigidae
  - Familia Heliodinidae
  - Familia Lyonetiidae
  - Familia Plutellidae
  - Familia Yponomeutidae
  - Familia Ypsolophidae
- Zygaenoidea
  - Familia Aididae
  - Familia Anomoeotidae
  - Familia Chrysopolomidae
  - Familia Cyclotornidae
  - Familia Dalceridae
  - Familia Epipyropidae
  - Familia Heterogynidae
  - Familia Himantopteridae
  - Familia Lacturidae
  - Familia Limacodidae
  - Familia Megalopygidae
  - Familia Somabrachyidae
  - Familia Zygaenidae